# Fram
 Ovo je glavno značenje pojma Fram. Za druga značenja pogledajte Fram (razdvojba).
Fram je brod koji je plovio najsjevernije i najjužnije nego ikad neki drugi brod. Do pojave Titanica ovaj brod je bio najpoznatiji na svijetu. Danas, Norveško-Ruski institut za polarna istraživanja nosi ime Fram, a i zaljev u kojem se muzej s brodom nalazi nosi njegovo ime.

## Izgradnja
Fridtjof Nansen je 1890. naručio brod koji će biti sposoban izdržati ekstremne uvjete na ledu od brodograditelja Colina Archera. Dvije godine kasnije Fram (norveška riječ za naprijed) koji, zahvaljujući svojoj genijalnoj konstrukciji, umjesto da se odupire pritiscima leda, jednostavno ide prema površini, je i porinut.

## Ekspedicije

### Nansenova Arktička ekspedicija
Trogodišnja ekspedicija, kojom je Nansen na Framu pokušao preplutati preko sjevernog pola, trajala je od 23. lipnja 1893. do 20. kolovoza 1896., od toga je Fram bio zarobljen u ledu od 14. rujna 1893. do 13. kolovoza 1896. (1055 dana). Najdalje što je brod dospio bilo je 85° 59'. Za vrijeme cijelog putovanja Fram je samo jednom evakuiran iz straha da će ga led zdrobiti.
Nansen i Hjalmar Johansen krenuli su s Frama 14. ožujka 1895. u pokušaju da osvoje sjeverni pol na skijama i došli do 86° 14' gdje ih je zaustavila polarna noć te su bili prisiljeni vratiti se na jug. 17. lipnja 1896. Nansena i Johansena našla je britanska ekspedicija, na čelu s Frederickom G. Jacksonom, na jedinoj Austro-Ugarskoj koloniji na sjvernom polu, Zemlji Franje Josipa.

### Sverdrupovo polarno istraživanje
Otto Sverdrup, kapetan broda na prvoj ekspediciji i uz Nansena začetnik ideje o Framu, vodio je drugu ekspediciju, od 1898. do 1902. u kojoj je brod skoro izgubljen u požaru. Ekspedicija je imala zadatak kartiranja i istraživanja sjeverozapadnog Grenlanda.

### Amundsenovo osvajanje Južnog pola
Roald Amundsen, jedan od najvećih polarnih istraživača svih vremena, želio je sudjelovati u prvoj Framovoj ekspediciji u Arktički ocean, ali ga je Nansen odbio jer je bio premlad. No, već 5 godina kasnije Amundsen je dobio svoju priliku na brodu Belgica koji je plovio Antarktičkim oceanom. Nakon ove svoje prve antarktičke zime Amundsen se potvrdio kao polarni istraživač kad je njegova ekspedicija na brodu Gjøa (norveška riječ za zaljev) postala prva koja je prošla Sjeverozapadni prolaz. 
Nakon prolaska kroz Sjeverozapadni prolaz Roald Amundsen je planirao osvajanje sjevernog pola. 1909. Nansen daje dopuštenje Amundsenu da koristi Fram u tom pokušaju. 1910. Fram, s Amundsenom na čelu, kreće na svoju posljednju, treću ekspediciju iz Christianie (današnji Oslo) prema sjevernom polu, no kako je čuo da su 1909. Cook, a nešto kasnije i Peary tvrdili da su došli do pola, promijenio je planove i prihvaća izazov da bude prvi koji će osvojiti južni pol. 
Na Grenlandu su pokupili 97 grenlandskih polarnih pasa te su se zaputili prema jugu. Osim Amundsena samo su još dva člana posade, Amundsenov brat Leon i zapovjednik broda Nilsen, znali kuda zapravo idu. Tek u listopadu 1910., nakon isplovljivanja iz Buenos Airesa, prvo posada, a zatim i cijeli svijet saznaju za Amundsenove planove. U siječnju 1911. stigli su do Ross Ice Shelfa, na lokaciji poznatoj kao Zaljev kitova. Ovdje je Amundsen postavio svoju bazu i nazvao to mjesto Framheim, doslovno Framova kuća.
Framheim je bio 100 kilometara bliže polu nego McMurdo Sound gdje se ulogorila ekspedicija Roberta Falcona Scotta. Tijekom veljače i ožujka Amundsen i njegova ekipa su nosili zalihe hrane na 80°, 81° i 82°. Prezimili su na Framu unaprjeđujući opremu, pogotovo sanjke. Put prema polu počeli su 20. listopada 1911. i na pol stigli 14. prosinca 1911., samo 35 dana prije Scottove ekspedicije. Scott je imao tu nesreću da nađe Amundsenov šator s pismom unutra koje je Amundsen ostavio u slučaju da se ne uspije vratiti do Framheima. Amundsenovo veliko iskustvo, temeljita priprema i upotreba najboljih psećih zaprega na kraju su se isplatili i avantura koja je trajala 99 dana je prošla prilično glatko. S obzirom na to da ni jedna ekspedicija nije nosila tada veliki bežični telegraf, za njihov uspjeh se nije saznalo sve do 7. ožujka 1912. 
O ovom pothvatu Amundsen je napisao i knjigu The South Pole: An Account of the Norwegian Antarctic Expedition in the "Fram", 1910–1912.

## Framovo očuvanje
Otto Sverdrup je 1916. godine pokrenuo akciju očuvanja broda koji je na kraju 1935. pohranjen u Frammuseet na poluotoku Bygdøy u Oslu gdje se i danas nalazi.
U neposrednoj blizini Framovog muzeja nalazi se i Amundsenov brod Gjøa.